# Taensa
Taensa, pleme ili konferderacija Indijanaca po jeziku i kulturi srodni Natchezima, u povijesno doba nastanjeni na desnoj obali Mississippija, unutar granica župe (parish) Taensas u Louisiani, porodica Natchesan. 
U rana vremena bilo ih je oko 1,200 naseljenih u nekoliko sela. Prema Ibervilleu konfederaciju je činilo 7 gradova ili plemena, to su: Taensas, Chaoucoula, Conchayon, Couthaougoula, Nyhougoulas, Ohytoucoulas i Talaspa.
Bili su sjedilački ratarski narod i vješti kanuisti. Kuće Taensa bile su velike, drvene, oblijepljene glinom i pokrivene rogožinom od trske. Stari običaji Taensa bijahu slični onima kod Natcheza, krvavi i surovi. Glavna božanstva bijahu sunce i zmija. Njihova svetišta oblika kupole nadvisivale su figure orlova okrenute suncu. Vanjski zidovi svetišta kao i krov učinjeni su od rogožine, obojeni crveno, i opasani palisadama od kolaca, na kojima su bile nabijene lubanje žrtvovanih ljudi. Unutar svetišta nalazio se oltar s konopcem od uvojaka skalpova i, svetom vatrom koju su danonoćno čuvala dva svećenika. Vatra se nije smjela ugasiti. Kada bi umro poglavica njegove žene i pratnja bili bi pobijeni, kako bi ga mogli pratiti na putu za drugi svijet. 
Taense je prvi možda posjetio De Soto 1540. Međutim, zna se sigurno da se 1682. u njihovom selu zaustavio La Salle u društvu s ocem Zenobius Membré-om i Tonti-jem. Tonti ih 1690. ponovno posjećuje. Godine 1698. Indijance s donjeg Mississippija pogađaju strahovite boginje, i mnogi se pomrli. Taensa je preostalo 800. Godine 1700. među njih dolazi Iberville, guverner kolonije Louisiana. 
Godine 1706. neprijateljski Chickasaw i Yazoo Indijanci natjerali su Taense da napuste svoja sela i donji Mississippi. Taense odlaze u područje rijeke Tensas, blizu Mobile u Alabami, pod zaštitu prijatelja Francuza. U to su vrijeme još ostali pogani. Cesijom Mobilea Englezima 1763. oni i još nekoliko manjih plemena, ponovno se moraju vratiti u Louisianu, kod Red Rivera. Tu su se održali sve do 1805. kada ih je izbrojeno 25 muškaraca, možda 100 duša. Otuda su par godina kasnije otišli na jug do Bayou Boeuf, pa na Grand Lake, nakon čega im se gubi trag u povijesti.

## Jezik
Natchez, Avojel i Taensa Indijanci jezično tvore porodicu Natchesan, po nekima ona se česti smatra skupinom, odnosno za dio porodice Muskhogean, u koju su svojevremeno trpana i Arawakan plemena iz grupe Taino. 